# قطعنامه ۱۵۳۶ شورای امنیت
قطعنامهٔ ۱۵۳۶ شورای امنیت سازمان ملل متحد که در تاریخ ۲۶ مارس ۲۰۰۴ تصویب شد، سندی بین‌المللی دربارهٔ اوضاع در افغانستان است. این قطعنامه طی نشست ۴۹۳۷ام با ۱۵ رأی موافق، ۰ مخالف و ۰ ممتنع تصویب شد.